# Hagia Eirene
Hagia Eirene (tur. Ayairini) – bizantyński kościół pw. Pokoju Bożego w Stambule (dawny Konstantynopol) wybudowany w VI wieku. 
Kościół Hagia Eirene stoi na miejscu pierwszej katedry Konstantynopola, zbudowanej na ruinach świątyni przedchrześcijańskiej. Cesarz Konstantyn zlecił budowę pierwszej Hagia Eirene w IV wieku. Świątynia spłonęła w czasie powstania Nika w roku 532.
Budowa obecnego kościoła została zaczęta w 532 roku, budowla była wówczas znacznie krótsza i miała tylko jedną kopułę, reprezentując typ tzw. bazyliki kopułowej. Dwukrotnie zmieniano jej kształt, po raz ostatni ok. 740 roku, kiedy to podwyższono pierwotną kopułę, nad sklepionym zaś dotąd kolebkowo zachodnim przęsłem dodano drugą, na planie eliptycznym, zakrytą częściowo przez niski bęben. Obie kopuły oraz poprzedzający budowlę narteks są dobrze widoczne na jednej z miniatur Hunername, tureckiego rękopisu z 1588 roku.
Budowla charakteryzuje się surowością ścian zewnętrznych, bogate dekoracje wnętrza nie zachowały się do czasów współczesnych.
Dziesięć lat po zajęciu Konstantynopola przez Turków (1453) zamieniona została na arsenał i dołączona do kompleksu pałacowego Topkapı. Obecnie pełni rolę sali koncertowej. Budowla nigdy nie była meczetem, co jest w Stambule wyjątkowe. Wewnątrz w apsydzie zachował się krzyż na złotym tle z VIII wieku, pozostałość dawnej mozaiki.
Za kościołem znajduje się dziedziniec, na którym w porfirowych sarkofagach spoczywali cesarze bizantyjscy.

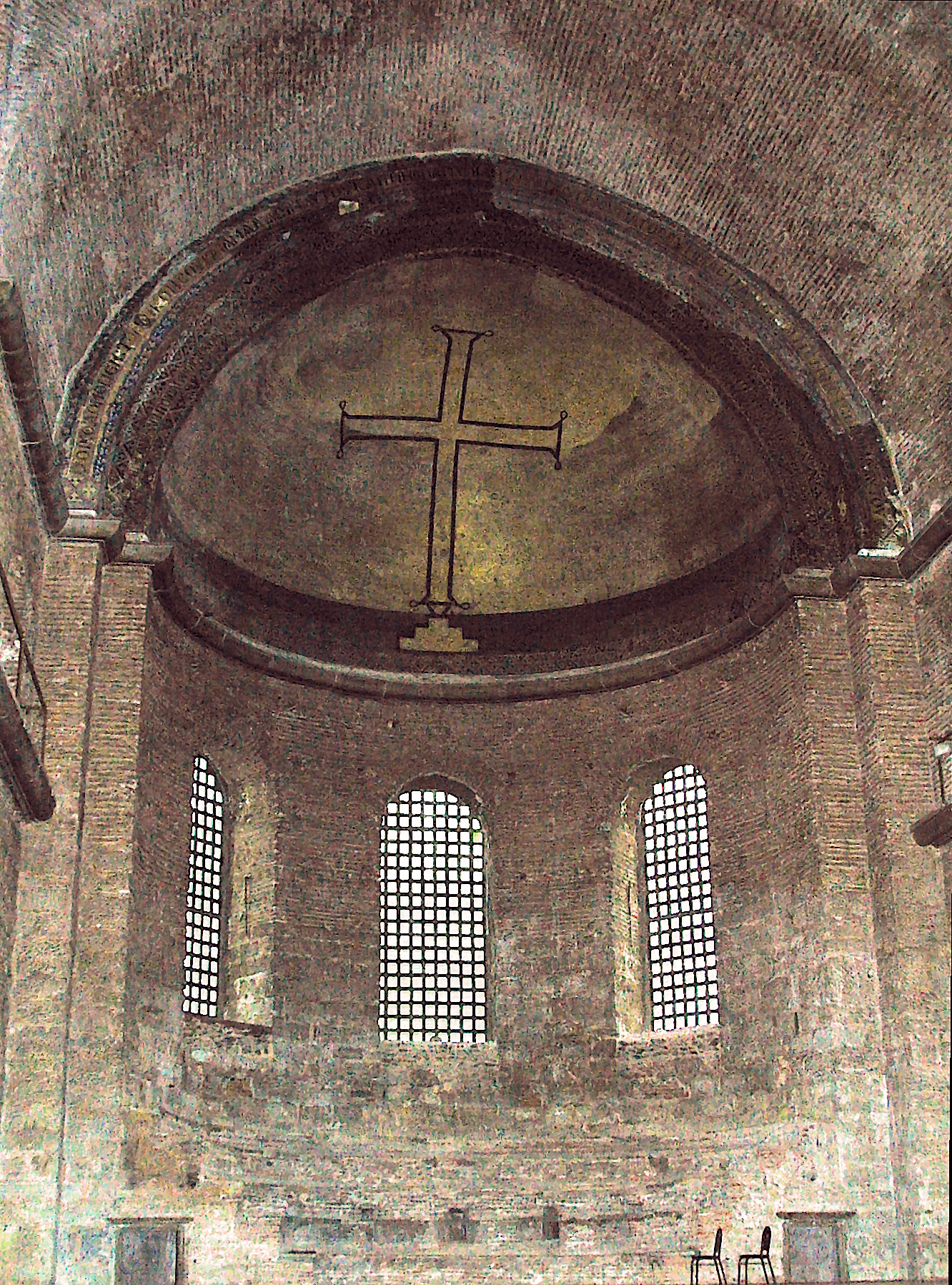
Apsyda kościoła Hagia Eirene
Wnętrze
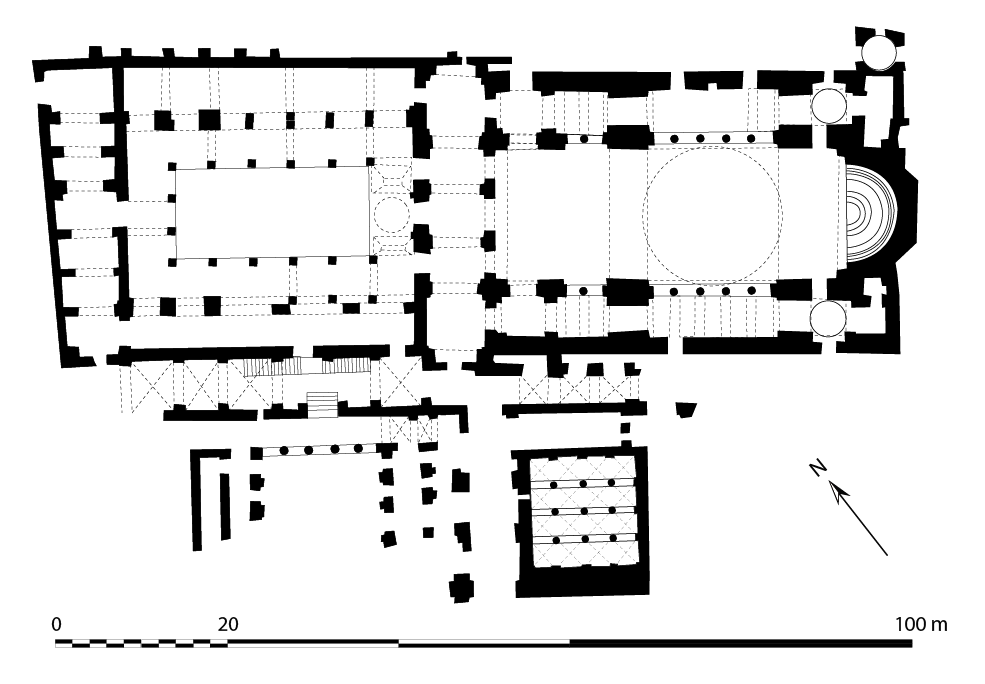
Plan budowli
Plan budowli
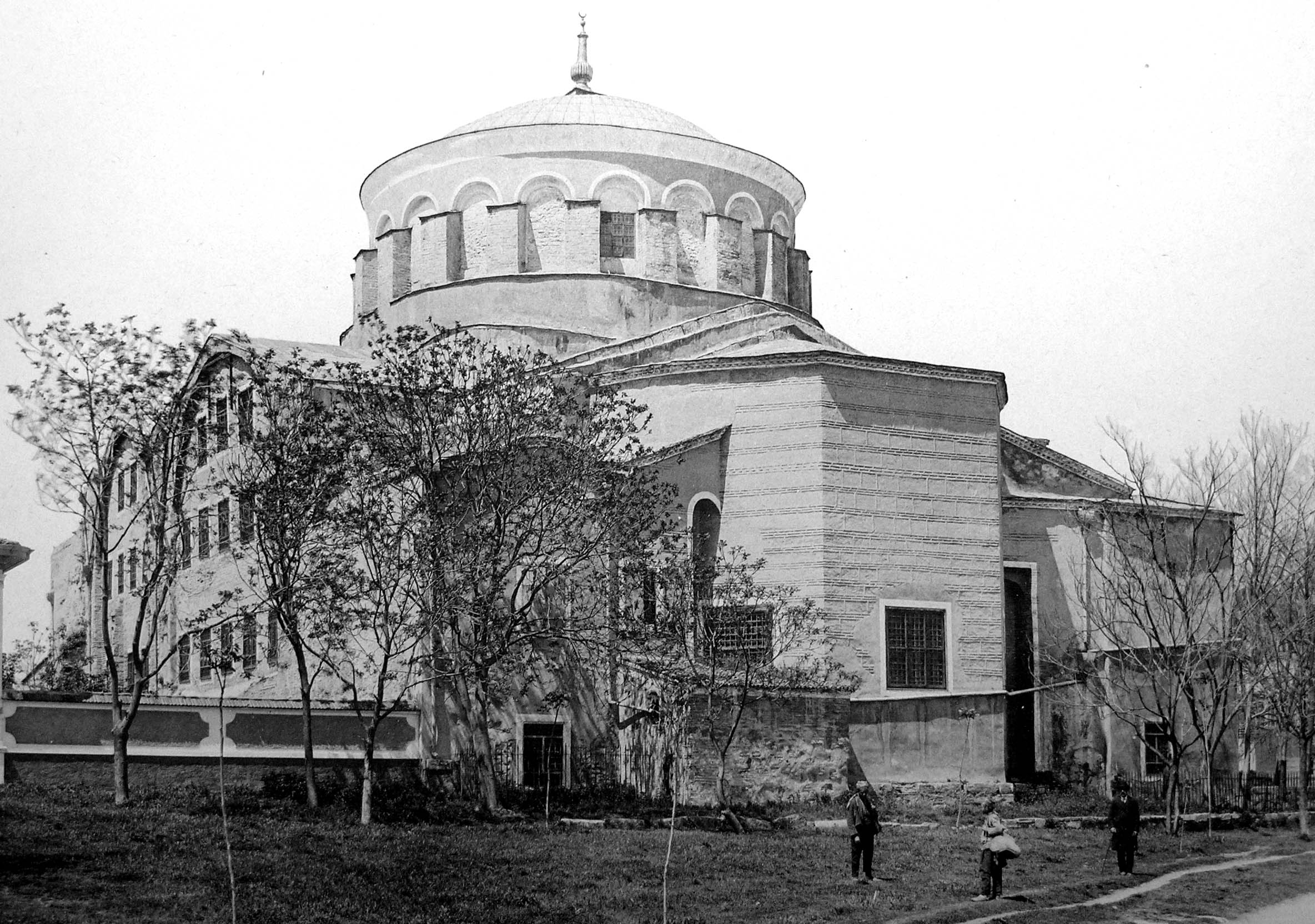
Widok od południowego wschodu w 1912 roku